# Marmaroglypha densepunctata
Marmaroglypha densepunctata är en skalbaggsart som beskrevs av Stefan von Breuning 1948. Marmaroglypha densepunctata ingår i släktet Marmaroglypha och familjen långhorningar. Inga underarter finns listade i Catalogue of Life.